# Faro de Derbent
El faro de Derbent es el faro más austral de Rusia, ubicado en la ciudad de Derbent, la segunda ciudad más grande de la República Rusa de Daguestán. El faro se localiza en el centro de la ciudad, en la fortaleza de Derbent, entre los parques que llevan el nombre de Sergéi Kirov y Nizamí Ganjaví, está a aproximadamente medio kilómetro de la costa. El faro está incluido en la lista de monumentos protegidos de Rusia y está incluido en la lista histórica de la Organización de las Naciones Unidas para la Educación, la Ciencia y la Cultura (UNESCO).

## Historia
Derbent como puerto marítimo se conoce desde los siglos IX y X, por antiguas escrituras en árabe, pero los autores nunca mencionaron que tuviera algo tan importante como un faro. 
Los barcos rusos aparecieron en el área de la fortaleza de Derbent por primera vez en la década de 1560, cuando las tropas rusas realizaron una serie de campañas en la costa occidental del mar Caspio.
En un esfuerzo por fortalecer la influencia de Rusia en el mar Caspio, así como establecer la vía fluvial Báltico-Caspio para expandir las relaciones comerciales entre Europa y el Oriente, Pedro el Grande organizó la campaña persa de la flota rusa entre 1722 y 1723, tras la cual Derbent y Bakú, junto con sus tierras adyacentes fueron anexados a Rusia (tratado ruso-persa del 12 de septiembre de 1723)
Después de la Guerra Ruso-Persa de 1826-1828, Rusia recibió el derecho exclusivo de tener una flota militar en el mar Caspio, así como barcos mercantes rusos y persas para navegar libremente en todas  direcciones.
Solo a mediados del siglo XVIII, con el desarrollo del tráfico marítimo de mercancías, la salida regular de barcos de vapor postales y de pasajeros en el mar Caspio con escala en el puerto de Derbent, se hizo necesario construir un faro en el puerto.
El puerto comenzó a crecer rápidamente. Queriendo intensificar aún más el comercio con Persia, el mariscal de campo general Kniaz Mijaíl Vorontsov, gobernador del Cáucaso, ordenó en 1850 tomar medidas para garantizar la seguridad de los barcos que navegaban a lo largo de la costa occidental del mar Caspio y, en particular, para construir un faro en el puerto de Derbent. Las obras de construcción del faro comenzaron en 1851.
En 1853 se completó la construcción del faro diseñado por el capitán Savinichev, alcanzando 18.6 metros de altura. El 16 de enero de 1853, el faro fue entregado al ayudante del capataz del puesto de aduana y cuarentenas. El faro comenzó a iluminarse a partir del 1 de mayo de 1853, desde la tarde hasta el amanecer.